# Code 8: Part II
Code 8: Part II är en amerikansk science fiction-actionfilm som hade premiär den 28 februari 2024 på Netflix. Filmen är regisserad av Jeff Chan, som även svarat för filmens manus tillsammans med Chris Pare och Sherren Lee. Filmen är en fortsättning på filmen Code 8 från 2019.

## Handling
Filmen utspelar sig i en värld där människor med superkrafter övervakas av robotar. En före detta brottsling samarbetar med en knarkkung för att skydda en tonåring från en korrupt polis.

## Rollista (i urval)
- Robbie Amell – Connor Reed
- Stephen Amell – Garrett Kelton
- Sirena Gulamgaus – Pavani
- Altair Vincent – Stillman
- Alex Mallari Jr. – Kingston
- Moe Jeudy-Lamour – Cirelli
- Aaron Abrams
- Jean Yoon